# Le Chapeau de Max
Pour plus de détails, voir Fiche technique et Distribution.

Le Chapeau de Max est un court métrage muet français réalisé par Max Linder en 1913.

## Résumé
Max a été invité à un diner, mais pendant le trajet son chapeau est mis à rude épreuve et il doit en racheter un à chaque fois. Arrivé chez ses futurs beaux-parents, il pose, en attendant d'être reçu, délicatement son chapeau par terre. Mais le chien de la maison vient faire ses besoins à l'intérieur. Et lorsque son futur beau-père se met le chapeau sur la tête, il éconduit prestement Max au grand désespoir de la jeune fiancée.

## Fiche technique
Source IMDb
- Réalisation et scénario : Max Linder
- Production : Pathé
- Format : Noir et blanc — 35 mm — 1,33:1 — Son mono — Muet — Procédé cinématographique : sphérique
- Genre : Court métrage de comédie
- Durée : 213 mètres pour 9 minutes
- Date de sortie : 
  - France : 25 octobre 1913

## Distribution
Source IMDb
- Max Linder : Max
- Jacques Vandenne : rôle non précisé

Reste de la distribution :
- L'ouvrier avec la planche de bois
- Le vendeur de chapeau
- L'employée du magasin
- Le chauffeur de taxi
- Le domestique
- Le futur beau-père
- La future belle-mère
- La jeune fiancée